# Sweet People
"Sweet People" er en sang af den ukrainske sangerinde Alyosha.

## Eurovision Song Contest 2010
Sangen repræsenterede Ukraine i Eurovision Song Contest 2010 i Oslo, Norge. Sangen gik videre fra anden semifinale, og kom på en 10. plads med 108 point i finalen.